# Daniela Merighetti
Daniela Merighetti (Brescia, 5. srpnja 1981.) umirovljena je talijanska alpska skijašica. Ima jednu pobjedu u Svjetskom skijaškom kupu.

## Pobjede u Svjetskom skijaškom kupu
| Datum              | Mjesto            | Disciplina |
| ------------------ | ----------------- | ---------- |
| 14. siječnja 2012. | Cortina d'Ampezzo | spust      |

## Vanjske poveznice
- Daniela Merighetti na stranicama Međunarodne skijaške federacije